# Acopiara
Acopiara est une ville brésilienne du centre de l'État du Ceará.
Sa population était estimée à 50 784 habitants en 2011. La municipalité s'étend sur 2 265 km2.

## Maires
| Période | Période  | Identité             | Étiquette | Qualité |
| ------- | -------- | -------------------- | --------- | ------- |
| ?       | En cours | Antonio Almeida Neto | PT        |         |